# 艾謝爾巴赫河 (尚德爾巴赫河支流)
50°10′58.58″N 9°11′31.36″E / 50.1829389°N 9.1920444°E

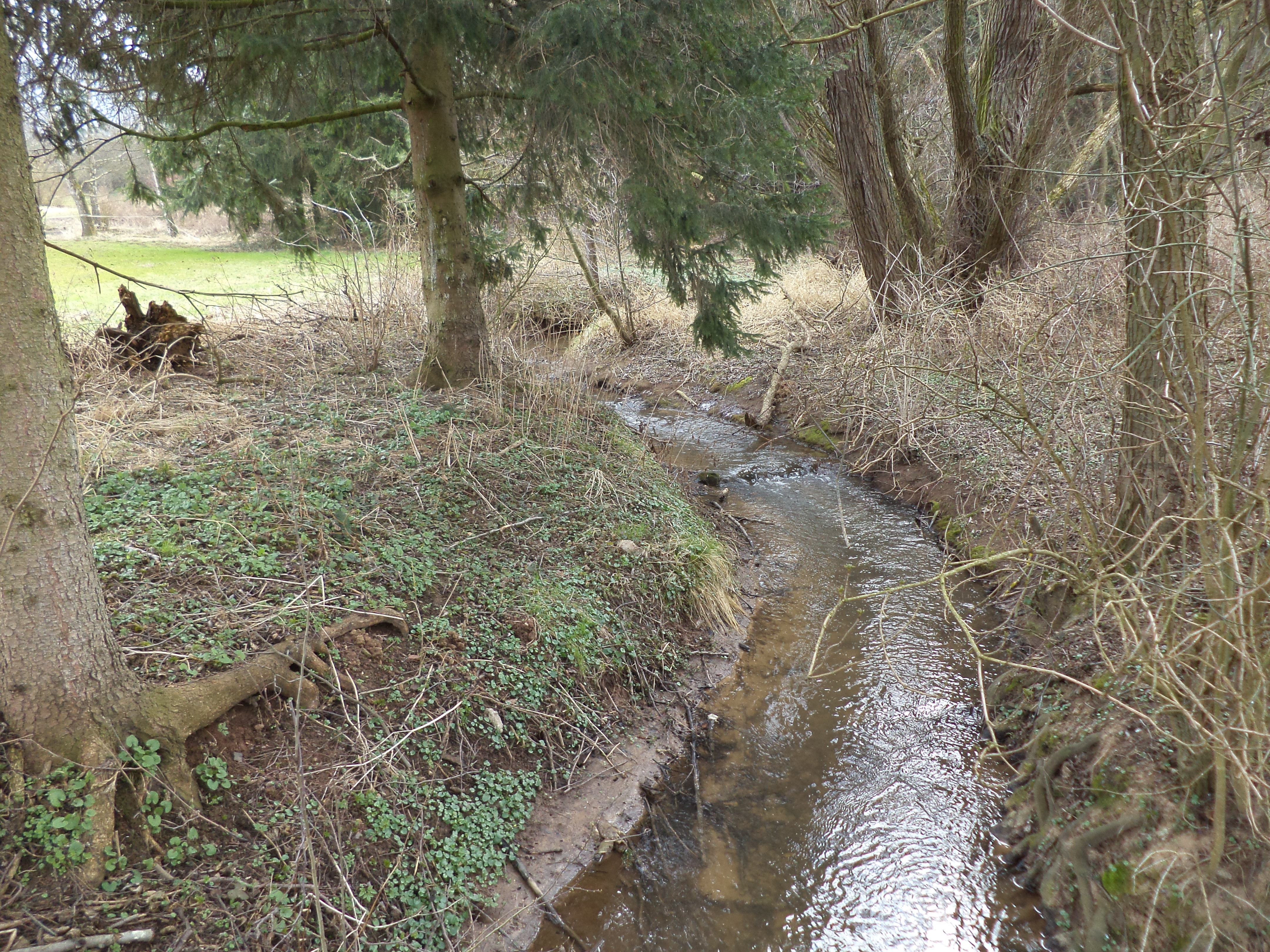

艾謝爾巴赫河（德語：Eichelbach），是德國的河流，位於該國中部，由黑森州負責管轄，屬於尚德爾巴赫河的右支流，河道全長3.7公里，流域面積6.4平方公里。